# クレヨンしんちゃん外伝 家族連れ狼
『クレヨンしんちゃん外伝 家族連れ狼』（クレヨンしんちゃんがいでん　かぞくづれおおかみ）は、2017年2月22日から5月17日までAmazonプライム・ビデオで独占配信されたウェブアニメ。

## 概要
『クレヨンしんちゃん』25周年記念作品および、外伝シリーズ第3弾。予告編や関連記事においてはシーズン3と呼称される。原作の「親子連れ狼」（第27巻から第46巻）を元にしたストーリーになっている。Amazonプライム・ビデオにて、2017年2月22日より独占配信。

## ストーリー
野原流尻剣法の使い手、「野原ひろしの助（家族連れ狼）」は、仕事を求め家族と共に旅をしていた。そんな旅の道中、謎の少女「はずみ」や、野犬シロと出会い、共に旅をする事に。しかし様々な刺客に狙われてしまう一行。そして、尻剣法の因縁の敵、脇剣法の使い手「魔牛一族」にまで命を狙われる。はたして勝つのは尻か、それとも脇か…。

## 本作のキャラクター
はずみ
野原一家に富士山藩までの護衛を依頼した謎の少女だが、正体は富士山藩藩主の娘で、お姫様である。かなりドジな性格で、はずみでヘマをやらかしたり、財布を落とすなど抜けている。また、藩主の証である富士額をしている。叔父であるへそもちに藩主の後釜を乗っ取られた上、策略でお尋ね者にされた為に賞金稼ぎに狙われるようになったが、ばあやの手助けで城から逃げ出す事に成功し、目的地である富士山藩に向かう為に途中で出会った野原一家に謝礼金を払う事と引き換えに護衛を依頼した。その後、刺客に狙われながらも何とか富士山藩に辿り着き、苦難はあったものの、最終的には野原一家と従者の手助けによってへそもちから藩主を取り戻す事に成功した。騒動後は藩主となり、野原一家にお礼を言って別れた。
魔牛乳苦斎
はずみの命を狙う魔牛脇剣法の使い手。へそもちに仕えており、また忠誠心もかなり高く、実際に彼が野原一家の尻剣法に関心を示していた際は野原一家に嫉妬して悔しがっていた程である。また、その名の通り両脇に剣を挟んで相手に襲い掛かる剣術「魔牛脇剣法」を使い、自在な動きを取り入れた技を放つ。はずみを始末する為に刺客を送り込むも悉く失敗に終わり、富士山藩では同じ剣の使い手であるひろしと対峙する。その後、一度はひろしに勝利したものの、再戦では尻の穴で修行を積んだひろしと手助けとして参戦したしんのすけに敗北した。騒動後は、農民に格下げされたへそもちに最後まで付き従い、後にへそもちと共に大道芸人となる。
川魚生愚斎
魔牛乳苦斎が送り込んだ刺客の一人。水遁の如く水に潜っての隠密活動ができ、水中を自由自在に泳いで素早く移動したり、水の中からの奇襲攻撃を得意とする。貸し船に乗り込んだ野原一家及びはずみを狙い、あの手この手で奇襲を仕掛けるも悉く失敗し、直後に呼吸用の竹筒に放尿したしんのすけのおしっこを飲んだことで昏倒し、最後は川に浮いたまま気絶した。
素内パー助
魔牛乳苦斎が送り込んだ刺客の一人。百発百中の銃の腕前を持ち、火縄銃を武器にしている。物陰に隠れて野原一家とはずみを狙撃するも悉く交わされて失敗し、最後は経口を伸ばした銃口にしんのすけの放屁を打ち込まれたことで壊れた銃の爆発に巻き込まれて敗北した。
大猿
魔牛乳苦斎が送り込んだとされる刺客の一人。ゴリラのような体格をし、腕力で相手を吹き飛ばす程に強いが、犬が苦手なようである。野原一家を追い詰め、はずみを捕らえるが、駆け付けた犬のシロに阻まれ、崖下に落ちて行った。その後、富士山藩で再登場し、はずみと彼女の従者であるお葉を捕らえるが、現れたシロに怯えて逃げ出し、そのまま外堀に転落した。
へそもち
富士山藩の現藩主で、はずみの叔父。藩主の証である富士額をしていると語っているが、しんのすけからは額ではなく頭だと指摘され、そのまま「富士頭」と呼ばれていた。また、おへそで剣を扱う伝説の剣術「へそ剣法」を使い、分身の術や自在な動きで相手を圧倒する。前から狙っていた藩主の後釜に座る為に策略で正式な跡継ぎであるはずみをお尋ね者にし、彼女が抜け出して居ない間に藩主の座に収まるが、藩主になった後は富士山藩全体の水を独占し、水を各藩のセレブ達に売りつけて荒稼ぎしたり、その金で全国の米を買い占めるなどの私腹を肥やすようになる。その後、魔牛乳苦斎と手を組んではずみの始末を目論み、後に富士山藩にやってきたはずみ及び護衛の野原一家、はずみの従者を相手に対峙し、最終決戦ではひろし及びしんのすけと戦って一度は追い詰めるが、最終的には尻剣法の実力を発揮した野原親子の前に敗北した。騒動後は、農民に格下げになっており、落ち込んでいたところを魔牛乳苦斎から「私が仕える殿は貴方様だけ」と励まされ、最後には彼と共に大道芸人としての新たな道を歩み始めた。
八兵衛
はずみに仕えている従者で、彼女の幼馴染。はずみから時折「八っちゃん」と呼ばれており、本人もそれを恥ずかしがって呼ぶのは止めるよう言ってはいるものの、本心では満更ではない素振りも見せている。また、腕っ節が強く、実際にはずみを狙ってきた賞金稼ぎを返り討ちにしている。へそもちが藩主になった後は農民として密かに暮らしていたが、後にはずみと再会したことで藩主奪還に加わる。その後、魔牛乳苦斎に捕らわれるも野原一家とはずみに救出され、騒動後は家臣となる。
お葉
はずみに仕えている従者で、変装の達人。「クイックチェンジお葉」の別名で呼ばれている。また、様々な人物や動物に変装することができ、しんのすけが惚れる程の妖艶の美女から猫や亀、はずみやおばあさんなど自由自在になれる。八兵衛と共にはずみと再会した後は藩主奪還に加わり、騒動後は八兵衛と同じく家臣となる。
ただへそ
はずみの父親で、富士山藩の元藩主。はずみと同じくドジで、何かのはずみでヘマを犯すことが多いようである。はずみで黒船に遭遇し、はずみで乗船して、はずみでアメリカに着いてしまい、はずみでそこの住人になった為にそのまま藩主の座から退き、後に後釜をはずみに指名するといった旨の手紙を送る。
ばあや
はずみの世話役。へそもちの策略でお尋ね者にされて賞金稼ぎに狙われるようになったはずみを助け、彼女に富士山藩に行くよう促すと共に城から逃がした。

## キャスト
- 野原しんのすけ - 矢島晶子
- おみさ（野原みさえ） - ならはしみき
- 野原ひろしのすけ - 森川智之、小林由美子（少年時代）
- 野原ひまわり - こおろぎさとみ
- 野犬シロ - 真柴摩利
- はずみ - 悠木碧
- 野原銀の介 - チョー
- 川魚生愚斎 - 高岡瓶々
- 素内パー助 - 斉藤次郎
- 魔牛乳苦斎 - 土師孝也
- 男 - 山口りゅう、高岡瓶々、佐藤晴男
- 子供 - 西川宏美、花藤蓮
- 船頭 - 佐藤晴男
- おばあさん - 西川宏美、真山亜子
- 武士、大猿 - 鳥海勝美
- へそもち - 島田敏
- 八兵衛 - 柿原徹也
- 刺客 - 島田敏、鳥海勝美、河崎早春
- お葉 - 沢海陽子
- ただへそ、村人 - 宇垣秀成
- ばあや - 羽鳥靖子
- 腰元 - 吉田小百合、あきやまかおる
- 家来 - 島田敏、魚建、鳥海勝美
- へそもちの父 - 魚建
- ナレーション、鳩 - 屋良有作

## スタッフ
- 原作 - 臼井儀人（らくだ社）
- 連載 - 双葉社、まんがタウン
- シリーズ構成・脚本 - うえのきみこ
- キャラクターデザイン - 末吉裕一郎
- 総作画監督 - 荒川眞嗣
- 動画検査 - 北村知子（第1・12話）、八木綾乃（第2・4・12話）、秋吉育子（第3・9・10・11・13話）、岸井沙織（第5・6話）、山口央（第7・8話）
- 色彩設計 - 伊東さき子
- 色指定 - 山﨑大輔（第1-4・9・10・11・12・13話）、青木優佳（第5・6話）、高橋めぐみ（第7・8話）
- 仕上 - ライトフット（第1-4・9・10・11・12・13話）、m.s.c（第5・6話）、スタジオタージ（第5・6話）、ベガエンタテイメント（第7・8話）
- 美術監督 - 氣賀澤佐知子
- 背景 - スタジオユニ
- 撮影監督 - 牧野真人
- 撮影 - ライトフット（第1-4・9・10・11・12・13話）、m.s.c（第5・6話）、ベガデジタル（第7・8話）
- 編集 - 岡安プロモーション、村井秀明
- ビデオ編集 - 東京現像所、金沢佳明
- 制作デスク - 中島進
- 制作進行 - 紙谷泰吏（第1・2・5・6・9・10話）、鈴木裕介（第3・4・7・8・11・12・13話）、堤谷大介（第5・6話）、河村武雄（第7・8話）
- 音響監督 - 浦上靖之
- 音響制作 - AUDIO PLANNING U
- ミキサー - 田口信孝
- アシスタントミキサー - 鶴巻慶典
- 音響制作デスク - 土屋枝穂
- 音響効果 - 松田昭彦（フィズサウンドクリエイション）
- 音楽 - 松尾早人
- 音楽制作 - イマジン、齋藤裕二、鈴木啓之
- メインタイトルロゴ - 村井香里（タイムマシン）
- 音楽協力 - テレビ朝日ミュージック
- 渉外担当 - 小久保聡（テレビ朝日）
- 事業プロデュース - テレビ朝日アニメプロジェクト
- プロデューサー - 松久智治、中世古裕美（テレビ朝日）、吉田有希、馬渕吉喜（シンエイ動画）
- 監督・絵コンテ・セットデザイン - 三原三千夫
- 配信元 - Amazonプライム・ビデオ
- 製作 - テレビ朝日、シンエイ動画

## 各話リスト
| 話数         | サブタイトル | 演出       | 作画監督        | 配信日         |
| ------------ | ------------ | ---------- | --------------- | -------------- |
| エピソード1  | 尻剣法       | 鈴木大司   | 荒川眞嗣        | 2017年 2月22日 |
| エピソード2  | はずみ       | 鈴木大司   | 小田多恵子      | 3月1日         |
| エピソード3  | 仕事         | 今泉賢一   | 荒川眞嗣        | 3月8日         |
| エピソード4  | 一億万両の女 | 今泉賢一   | 和泉絹子        | 3月15日        |
| エピソード5  | 家族         | 鈴木大司   | 中野彰子        | 3月22日        |
| エピソード6  | 富士山藩     | 鈴木大司   | 岩永大蔵        | 3月29日        |
| エピソード7  | 正体         | 西田健一   | 堀江祐 松村美佳 | 4月5日         |
| エピソード8  | 再会         | 西田健一   | 堀江祐 松村美佳 | 4月12日        |
| エピソード9  | 脇剣法       | 今泉賢一   | 和泉絹子        | 4月19日        |
| エピソード10 | 修行         | 今泉賢一   | 岩永大蔵        | 4月26日        |
| エピソード11 | 城へ         | 外山草     | 荒川眞嗣        | 5月3日         |
| エピソード12 | 秘密         | 外山草     | 岩永大蔵        | 5月10日        |
| エピソード13 | 決戦         | 三原三千夫 | 三原三千夫      | 5月17日        |

## 主題歌
エンディングテーマ「オラはにんきもの 25thMIX」
作詞 - 里乃塚玲央 / 作曲 - 小杉保夫 / 編曲 - 前山田健一 / 歌 - のはらしんのすけ（声 - 矢島晶子）
劇中歌「ケツの穴のテーマ」（第10、13話）
作詞 - うえのきみこ / 作曲・編曲 - 松尾早人 / 歌 - 森川智之